# Сак-Элга
Сак-Элга́ (устар. Сак-Елга) — река в западной части Челябинской области России, относящаяся к самым малым рекам. Левый приток реки Миасс (бассейн Тобола). Длина реки — 19 км, площадь водосборного бассейна — 135 км². На реке, в Соймановской долине, построен город Карабаш.

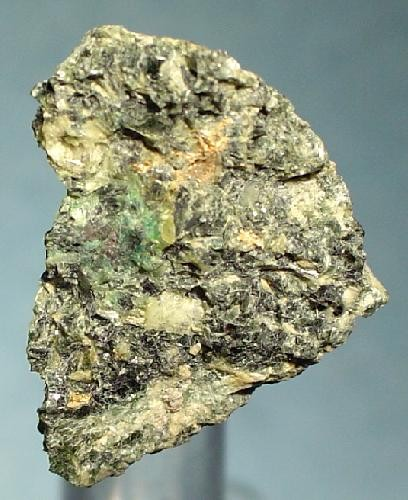
Золотоносная руда (аурикуприд, AuCu_{3}), добытая на месторождении «Золотая Гора» в Соймановской долине

Истоки реки западней горы Юрма. Сак-Элга впадает в реку Миасс по её левому берегу, выше по течению от Аргазинского водохранилища (у начала водохранилища), в 532 км от устья.
Крупных притоков нет. Всего около 5 мелких речек (общая длина 45 км). Среди притоков особое значение имеют:
- река Серебрянка — небольшой левый приток, впадает в Богородский пруд. Течёт по территории города Карабаша. В русле реки сооружён Карабашский (Городской) пруд. Исток регулируемый из озера-водохранилища Серебры (полезный объём 3,43 млн м³[6]), расположенном на северо-восточной окраине города.
- Рыжий ручей — небольшой левый приток протекающий по промышленной зоне АО «Карабашмеди», в речку поступают поверхностные воды и дренажные воды хвостохранилища производства меди. Устье находится ниже города по течению реки Сак-Елга.

Выше Богородского пруда слева в реку осуществляется сток озера Барахтан, представляющем собой тоже пруд.
В реке Сак-Елга (вероятно в верхнем течении у истока) растёт включённая в Красную книгу Челябинской области редко встречаемая кувшинка четырёхгранная (лат. Nymphaea tetragona).

## Данные водного реестра
Код объекта в государственном водном реестре — 14010500812111200003589.

## Антропогенное воздействие

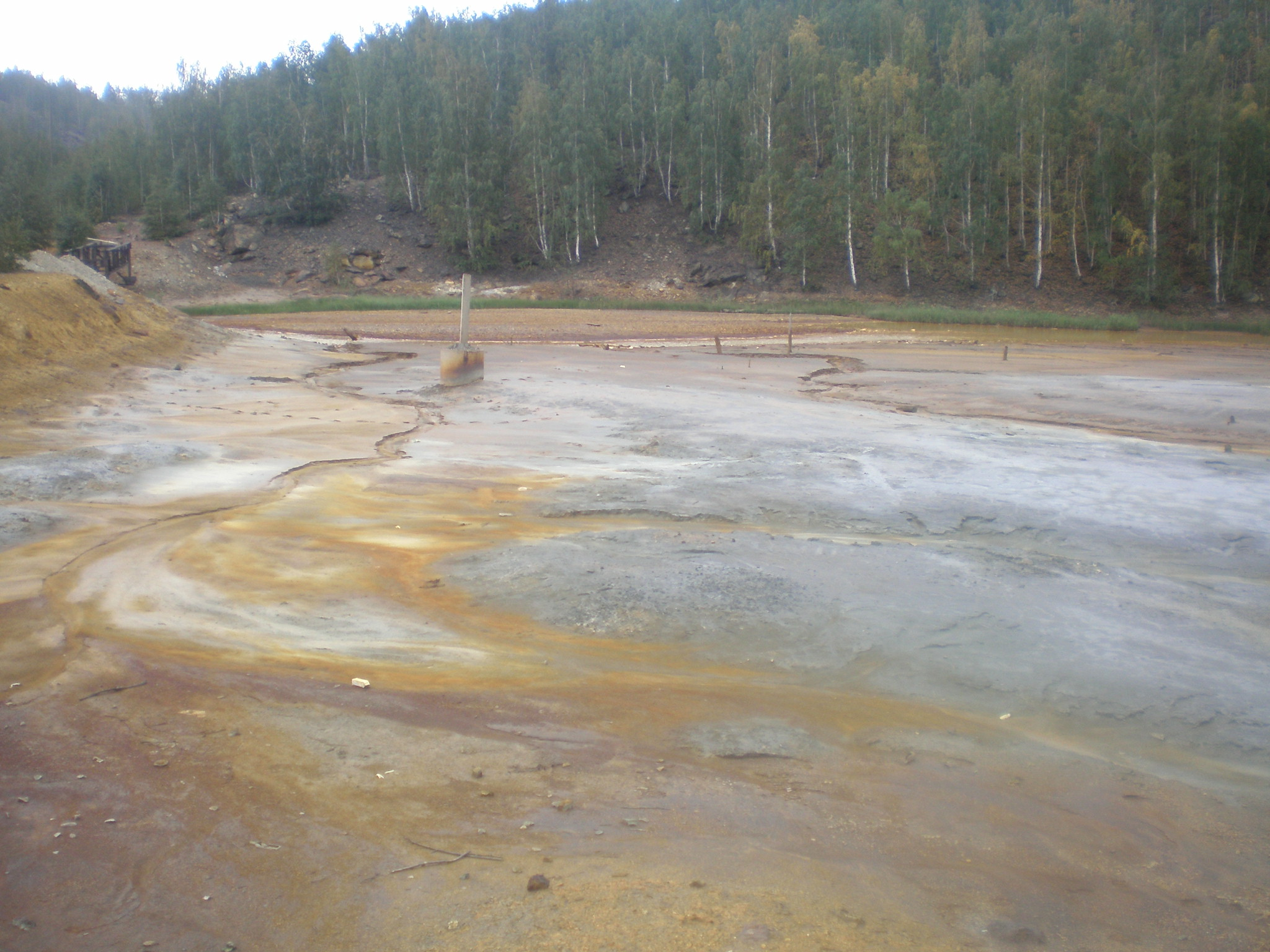
Затопляемая в половодье пойма реки Сак-Елга («Ржавая долина») ниже впадения слева в неё Рыжего ручья текущего со стороны хвостохранилища, ниже автомобильного и железнодорожного мостов через него (по состоянию на 2020 г. на дорожных знаках (6.11. по ПДД) перепутаны названия рек, Рыжий ручей назван Сак-Елгой)

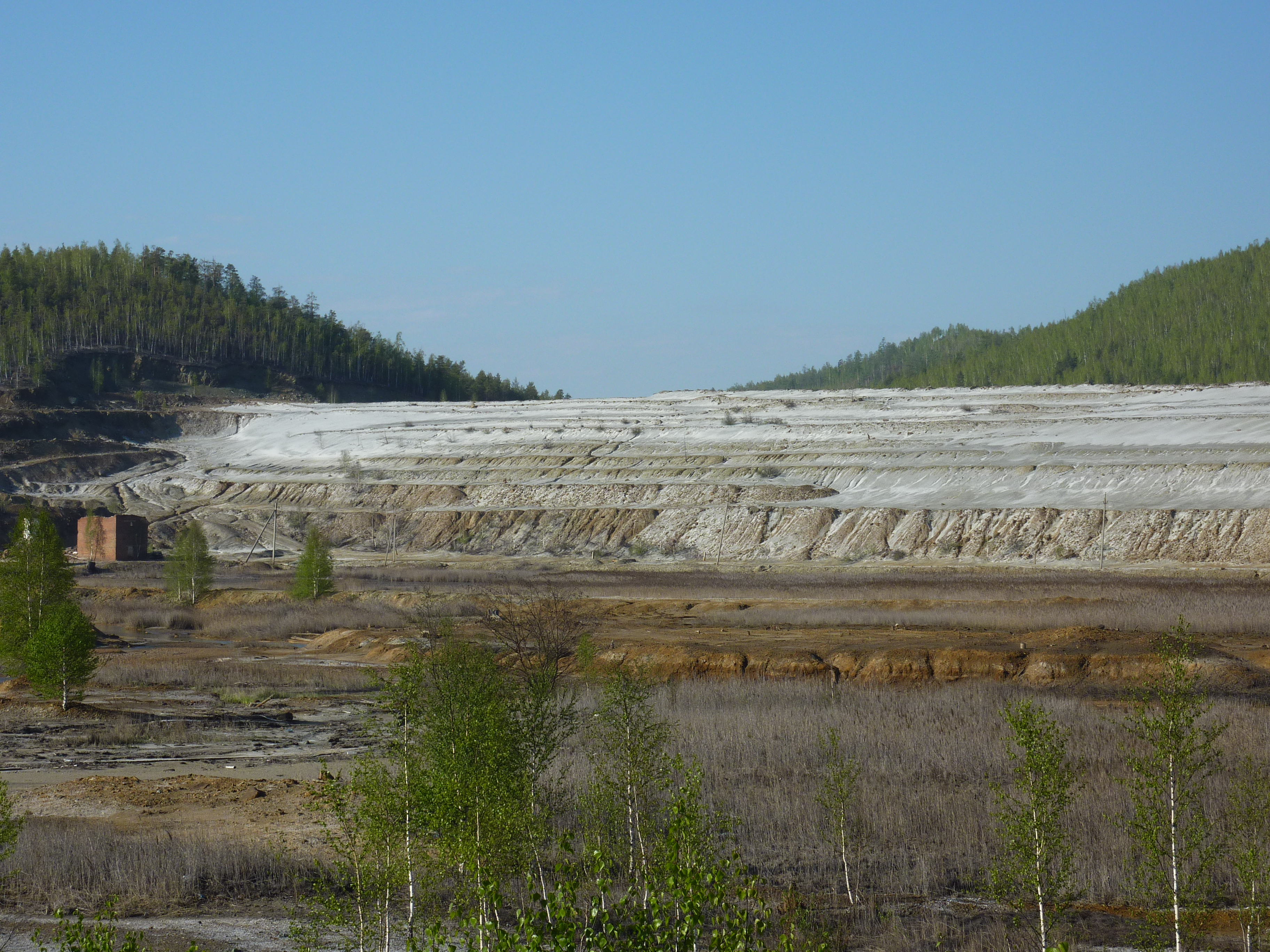
Дамба шламохранилища на правом береге реки Сак-Елга ниже по течению от станции Пирит

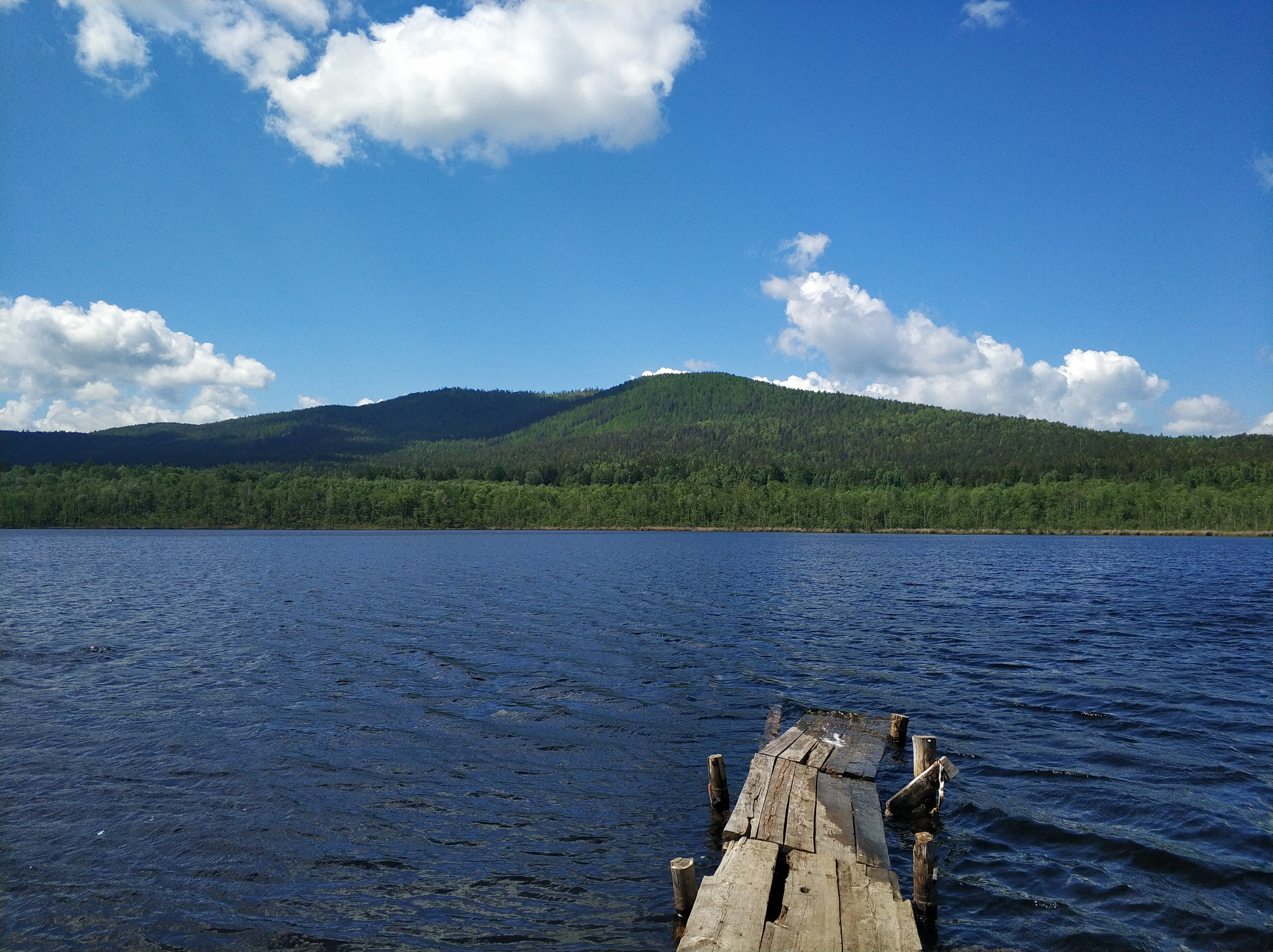
Вид на озеро Малые Барны с восточного берега. Гора Каменная

На территории города Карабаша на реке создан Богородский пруд, воды которого используются для технического водоснабжения АО «Карабашмедь». Для хозяйственно-питьевого водоснабжения река Сак-Елга, за исключением стекающего в него озера-водохранилища Серебры, по состоянию на начало 2010-х годов не используется. Вода из Серебры используется для водоснабжения северо-восточной части города, но из-за наличия в нём загрязнений, планируется его перевести в разряд водоёма только для резервного водоснабжения. Река в среднем и нижнем течении сильно загрязнена антропогенно — вода непрозрачна, предельно допустимая концентрация содержания железа превышена в 115 раз, цвет воды окрашен в различные оттенки коричневого. Отмечается многократное, в десятки и сотни раз превышение ионов тяжёлых металлов, таких как ртуть, медь, цинк, кобальт, никель, свинец, висмут, мышьяк, сурьма, также сульфид и сульфат ионов.
Загрязнение реки происходит путём оседания атмосферных выбросов медного производства, стекания ливневых, талых, дренажных, подземных (в том числе шахтных) вод с загрязнённой территории площади водосбора в пределах большей части города Карабаша, в том числе посредством притоков: реки Серебрянка и Рыжий ручей, сбросом (в основном в прошлом) в русло и пойму реки неочищенных отходов производства меди и золота (использовалась амальгамация и наличие ртутьсодержащих руд). Ниже впадения Рыжего ручья и до устья, пойма реки представляет безжизненное серо-рыжую поверхность, вследствие накопления в ней пирита и сернистых соединений, закисления почвы. В летние периоды межени pH воды реки доходит до 3,19. Так же, на этом участке происходит просачивание дренажных вод со шламохранилища, расположенного на правом берегу реки.
Вследствие вскрытия и нарушения гидроизолирующих пластов горными выработками, в бассейне реки одинаково загрязнены и подземные воды, как пластово-поровые, так трещинные из-за поступления в них шахтных вод и просачивания поверхностных.
Ниже места впадения Сак-Елги в реку Миасс, в воде Миасса, а также Аргазинского водохранилища (резервуар хозяйственной и питьевой воды для населённых пунктов на его берегу и ниже по течению, в том числе Челябинска) отмечаются также значительное повышение загрязняющих химических веществ. С учётом этого, предпринимаются меры по недопущению дальнейшего загрязнения и по очистке рек Сак-Елга и Аткус.
Для отстоя воды с целью частичной очистки от взвешенных веществ на реке построены обводные каналы и гидробионтный пруд, часть воды выше Богородского пруда и места загрязнения, отводится в озеро Малые Барны, далее по существующему водотоку через озеро Большие Барны в реку Большой Киалим.